# Liste der Baudenkmale in Sulingen
In der Liste der Baudenkmale in Sulingen sind alle Baudenkmale der niedersächsischen Gemeinde Sulingen aufgelistet. Die Quelle der  Baudenkmale ist der Denkmalatlas Niedersachsen. Der Stand der Liste ist der 23. April 2022.

## Allgemein
In den Spalten befinden sich folgende Informationen:
- Lage: die Adresse des Baudenkmales und die geographischen Koordinaten. Kartenansicht, um Koordinaten zu setzen. In der Kartenansicht sind Baudenkmale ohne Koordinaten mit einem roten Marker dargestellt und können in der Karte gesetzt werden. Baudenkmale ohne Bild sind mit einem blauen Marker gekennzeichnet, Baudenkmale mit Bild mit einem grünen Marker.
- Bezeichnung: Bezeichnung des Baudenkmales
- Beschreibung: die Beschreibung des Baudenkmales. Unter § 3 Abs. 2 NDSchG werden Einzeldenkmale und unter § 3 Abs. 3 NDSchG Gruppen baulicher Anlagen und deren Bestandteile ausgewiesen.
- ID: die Objekt-ID des Baudenkmales
- Bild: ein Bild des Baudenkmales, ggf. zusätzlich mit einem Link zu weiteren Fotos des Baudenkmals im Medienarchiv Wikimedia Commons. Wenn man auf das Kamerasymbol klickt, können Fotos zu Baudenkmalen aus dieser Liste hochgeladen werden:

## Sulingen

### Gruppe: Hofanlage Superintendentur
Die Gruppe „Hofanlage Superintendentur“ hat die ID 34628457

| Lage                                       | Bezeichnung              | Beschreibung | ID       | Bild           |
| ------------------------------------------ | ------------------------ | --- | -------- | -------------- |
| Lange Straße 67 52° 40′ 54″ N, 8° 48′ 2″ O | Wohn-/Wirtschaftsgebäude | Die Alte Superintendentur Sulingen ist ein im 18. Jahrhundert errichtetes (ehemaliges) Pfarrhaus. Der östlich angeschlossene Gebäudeteil wurde auf 1721 datiert. | 34444899 | Weitere Bilder |
| Lange Straße 67 52° 40′ 53″ N, 8° 48′ 2″ O | Backhaus                 | | 34444920 |                |

### Gruppe: Hofanlage Junkernhof
Die Gruppe „Hofanlage Junkernhof“ hat die ID 34628473

| Lage                                         | Bezeichnung   | Beschreibung | ID       | Bild           |
| -------------------------------------------- | ------------- | --- | -------- | -------------- |
| Lange Straße 69 52° 40′ 54″ N, 8° 47′ 59″ O  | Wohnhaus      | Fachwerkgebäude | 34444941 | Weitere Bilder |
| Lange Straße 69A 52° 40′ 54″ N, 8° 47′ 57″ O | Kornbrennerei | | 34444962 |                |
| Lange Straße 69A 52° 40′ 54″ N, 8° 47′ 56″ O | Wassermühle   | Bauwerk wohl aus der Zeit zwischen 1790 und 1810, hierher um 1880 gebracht. Zweistöckiges Fachwerkgebäude mit Francis-Turbine. | 34444983 |                |
| Lange Straße 69C 52° 40′ 54″ N, 8° 47′ 59″ O | Kontorgebäude | | 34445004 |                |

### Gruppe: Hofanlage Meierhof
Die Gruppe „Hofanlage Meierhof“ hat die ID 34628491

| Lage                                       | Bezeichnung | Beschreibung | ID       | Bild |
| ------------------------------------------ | ----------- | --- | -------- | ---- |
| Lindenstraße 2a 52° 41′ 2″ N, 8° 47′ 58″ O | Wohnhaus    | Zweistöckiges Fachwerkgebäude unter einem Walmdach, dessen Gefüge im Erdgeschoss mit seinen starken Ständern auf eine Bauzeit im 17. Jahrhundert hindeutet. | 34445025 |      |
| Lindenstraße 2a 52° 41′ 2″ N, 8° 47′ 57″ O | Wassermühle | Das Fachwerkgebäude mit einer geschlämmten Ziegelausfachung befindet sich unter einem pfannengedeckten Satteldach, dessen Giebeldreiecke über Balkenköpfen mit eingelegten Füllhölzern bzw. profiliertem Knaggen zweifach vorkragend und im oberen Teil verbrettert sind. Der Türsturz ist auf 1718 und der Inschriftenstein auf 1733 datiert. Eingreifend erneuert. | 34445052 |      |

### Einzeldenkmal
| Lage                                          | Bezeichnung         | Beschreibung | ID       | Bild           |
| --------------------------------------------- | ------------------- | --- | -------- | -------------- |
| Am Mühlenhof 52° 40′ 51″ N, 8° 47′ 54″ O      | Kriegerdenkmal      | | 34444629 | Weitere Bilder |
| Memelstraße 52° 41′ 9″ N, 8° 47′ 28″ O        | Jüdischer Friedhof  | Auf dem jüdischen Friedhof Sulingen finden sich 30 Grabsteine aus der Zeit von 1846 bis 1934. Daneben ist ein Grabstein für russische Kriegsgefangene erhalten. | 34445162 | Weitere Bilder |
| Galtener Straße 13 52° 40′ 47″ N, 8° 48′ 9″ O | Wohnhaus            | | 34445248 |                |
| Lange Straße 10 52° 40′ 57″ N, 8° 48′ 37″ O   | Wohnhaus            | heute: Krankenkassengebäude | 34444710 |                |
| Lange Straße 51 52° 40′ 56″ N, 8° 48′ 12″ O   | Wohn-/Geschäftshaus | | 34444749 |                |
| Lange Straße 53 52° 40′ 56″ N, 8° 48′ 11″ O   | Wohn-/Geschäftshaus | | 34444769 |                |
| Lange Straße 56 52° 40′ 57″ N, 8° 48′ 10″ O   | Amtsgericht         | | 34444789 |                |
| Lange Straße 60 52° 40′ 56″ N, 8° 48′ 7″ O    | Apotheke            | Die frühere Ratsapotheke Sulingen von 1737 | 34444809 |                |
| Lange Straße 62 52° 40′ 57″ N, 8° 48′ 6″ O    | Gasthaus            | 1911 erbautes zweistöckiges Ziegelgebäude mit Vorsprung und darauf aufsetzender Veranda (Ratskeller). | 34444831 | Weitere Bilder |
| Lange Straße 64 52° 40′ 56″ N, 8° 48′ 3″ O    | Kirche              | Die Nicolaikirche Sulingen ist eine gotische Hallenkirche mit Westturm, deren Verkleidung der Außenwände durch Conrad Wilhelm Hase 1878 veranlasst wurde. Der Saalbau stammt aus dem 13. Jahrhundert und wurde dann zum Ende des Jahrhunderts zur Hallenkirche umgebaut. | 34444858 | Weitere Bilder |
| Lange Straße 64 52° 40′ 56″ N, 8° 48′ 1″ O    | Kriegerdenkmal      | | 34444690 |                |
| Lange Straße 65 52° 40′ 54″ N, 8° 48′ 4″ O    | Ackerbürgerhaus     | Die 1733 errichtete Alte Bürgermeisterei Sulingen ist ein zweigeschossiges Fachwerkhaus unter einem Satteldach, ehemaliges Windelsches Haus | 34444879 |                |
| Lindenstraße 4 52° 41′ 1″ N, 8° 48′ 4″ O      | Gemeindehaus        | 1902 errichtetes ehemaliges Pastorenwohnhaus | 34445117 | Weitere Bilder |
| Lindenstraße 9 52° 40′ 59″ N, 8° 48′ 6″ O     | Tabakkontor         | Das Gebäude Lindenstraße 9 wurde 1726 erbaut. | 34445140 | Weitere Bilder |

## Groß Lessen

### Gruppe: Hofanlage Melloh 2
Die Gruppe „Hofanlage Melloh 2“ hat die ID 34628524

| Lage                                 | Bezeichnung             | Beschreibung | ID       | Bild |
| ------------------------------------ | ----------------------- | ------------ | -------- | ---- |
| Melloh 2 52° 40′ 15″ N, 8° 44′ 36″ O | Wohn/Wirtschaftsgebäude | 1825 erbaut  | 34444139 |      |
| Melloh 2 52° 40′ 16″ N, 8° 44′ 37″ O | Backhaus                |              | 34444160 |      |

### Gruppe: Hofanlage Melloh 10
Die Gruppe „Hofanlage Melloh 10“ hat die ID 34628540

| Lage                                  | Bezeichnung              | Beschreibung | ID       | Bild |
| ------------------------------------- | ------------------------ | ------------ | -------- | ---- |
| Melloh 3 52° 40′ 13″ N, 8° 44′ 40″ O  | Wohn-/Wirtschaftsgebäude |              | 34444203 |      |
| Melloh 10 52° 40′ 12″ N, 8° 44′ 41″ O | Wohn-/Wirtschaftsgebäude |              | 34444224 |      |
| Melloh 10 52° 40′ 13″ N, 8° 44′ 41″ O | Speicher                 |              | 34444245 |      |

### Einzeldenkmale
| Lage                                  | Bezeichnung              | Beschreibung | ID       | Bild |
| ------------------------------------- | ------------------------ | ------------ | -------- | ---- |
| Melloh 12 52° 40′ 16″ N, 8° 44′ 29″ O | Wohn-/Wirtschaftsgebäude |              | 34444181 |      |

## Klein Lessen

### Gruppe: Hofanlage Bockhorn 2B
Die Gruppe „Hofanlage Bockhorn 2B“ hat die ID 34628558

| Lage                                    | Bezeichnung              | Beschreibung | ID       | Bild |
| --------------------------------------- | ------------------------ | ------------ | -------- | ---- |
| Bockhorn 2B 52° 39′ 20″ N, 8° 47′ 27″ O | Wohn-/Wirtschaftsgebäude |              | 34444266 |      |
| Bockhorn 2B 52° 39′ 20″ N, 8° 47′ 26″ O | Stall                    |              | 34444289 |      |
| Bockhorn 2B 52° 39′ 19″ N, 8° 47′ 26″ O | Scheune                  |              | 34444310 |      |

### Gruppe: Hofanlage Klein Lessen 7
Die Gruppe „Hofanlage Klein Lessen 7“ hat die ID 34628609

| Lage                                      | Bezeichnung              | Beschreibung | ID       | Bild |
| ----------------------------------------- | ------------------------ | ------------ | -------- | ---- |
| Klein Lessen 7 52° 39′ 9″ N, 8° 46′ 0″ O  | Wohn-/Wirtschaftsgebäude |              | 34444331 |      |
| Klein Lessen 7 52° 39′ 8″ N, 8° 45′ 58″ O | Wohnhaus                 |              | 34444377 |      |
| Klein Lessen 7 52° 39′ 9″ N, 8° 45′ 58″ O | Speicher                 |              | 34444354 |      |

### Einzeldenkmale
| Lage                                        | Bezeichnung              | Beschreibung                    | ID       | Bild |
| ------------------------------------------- | ------------------------ | ------------------------------- | -------- | ---- |
| Klein Lessen 11 52° 38′ 50″ N, 8° 45′ 55″ O | Wohn-/Wirtschaftsgebäude | 1815 errichteter Zweiständerbau | 34445332 |      |
| Klein Lessen 50 52° 38′ 57″ N, 8° 46′ 0″ O  | Wohn-/Wirtschaftsgebäude | Doppelheuerhaus                 | 34444398 |      |
| Klein Lessen 50 52° 38′ 57″ N, 8° 45′ 59″ O | Remise                   |                                 | 34444418 |      |

## Lindern

### Gruppe: Hofanlage Gaue 1
Die Gruppe „Hofanlage Gaue 1“ hat die ID .

| Lage                               | Bezeichnung              | Beschreibung | ID       | Bild |
| ---------------------------------- | ------------------------ | ------------ | -------- | ---- |
| Gaue 10 52° 40′ 53″ N, 8° 52′ 6″ O | Wohn-/Wirtschaftsgebäude |              | 34444437 |      |
| Gaue 12 52° 40′ 53″ N, 8° 52′ 8″ O | Backhaus                 |              | 34444458 |      |
| Gaue 11 52° 40′ 52″ N, 8° 52′ 6″ O | Stall                    |              | 34444479 |      |
| Gaue 10 52° 40′ 53″ N, 8° 52′ 5″ O | Scheune                  |              | 34444500 |      |

### Einzeldenkmale
| Lage                                        | Bezeichnung | Beschreibung                                                                                       | ID       | Bild           |
| ------------------------------------------- | ----------- | -------------------------------------------------------------------------------------------------- | -------- | -------------- |
| Windmühlenweg 3 52° 41′ 11″ N, 8° 50′ 34″ O | Windmühle   | 1851 errichteter achtkantiger, mit Wellasbest verkleideter Galerieholländer mit Windwerk und Kappe | 34444521 | Weitere Bilder |

## Nordsulingen

### Gruppe: Hofanlage Nechtelsen 4
Die Gruppe „Hofanlage Nechtelsen 4“ hat die ID 34628654

| Lage                                     | Bezeichnung              | Beschreibung | ID       | Bild |
| ---------------------------------------- | ------------------------ | ------------ | -------- | ---- |
| Nechtelsen 4 52° 43′ 12″ N, 8° 47′ 29″ O | Wohn-/Wirtschaftsgebäude |              | 34444544 |      |
| Nechtelsen 4 52° 43′ 14″ N, 8° 47′ 28″ O | Backhaus                 |              | 34444587 |      |
| Nechtelsen 4 52° 43′ 11″ N, 8° 47′ 29″ O | Stall                    | Schafstall   | 34444565 |      |
| Nechtelsen 4 52° 43′ 12″ N, 8° 47′ 28″ O | Scheune                  |              | 34444608 |      |
| Nechtelsen 4 52° 43′ 13″ N, 8° 47′ 33″ O | Scheune                  |              | 34445402 |      |

### Einzeldenkmale
| Lage                                 | Bezeichnung | Beschreibung                                                                                                 | ID       | Bild |
| ------------------------------------ | ----------- | --- | -------- | ---- |
| Hassel 1 52° 41′ 57″ N, 8° 49′ 52″ O | Wohnhaus    | 1923 errichteter zweigeschossiger verputzter Massivbau unter einem Walmdach mit roter Ziegeldeckung.         | 34445354 |      |
| Hassel 1 52° 41′ 55″ N, 8° 49′ 48″ O | Stall       | Um 1800 errichteter Fachwerkbau als Schafstall mit einer mittigen Längsdurchfahrt auf einem Findlingssockel. |          |      |